# Rathaus Ortenburg

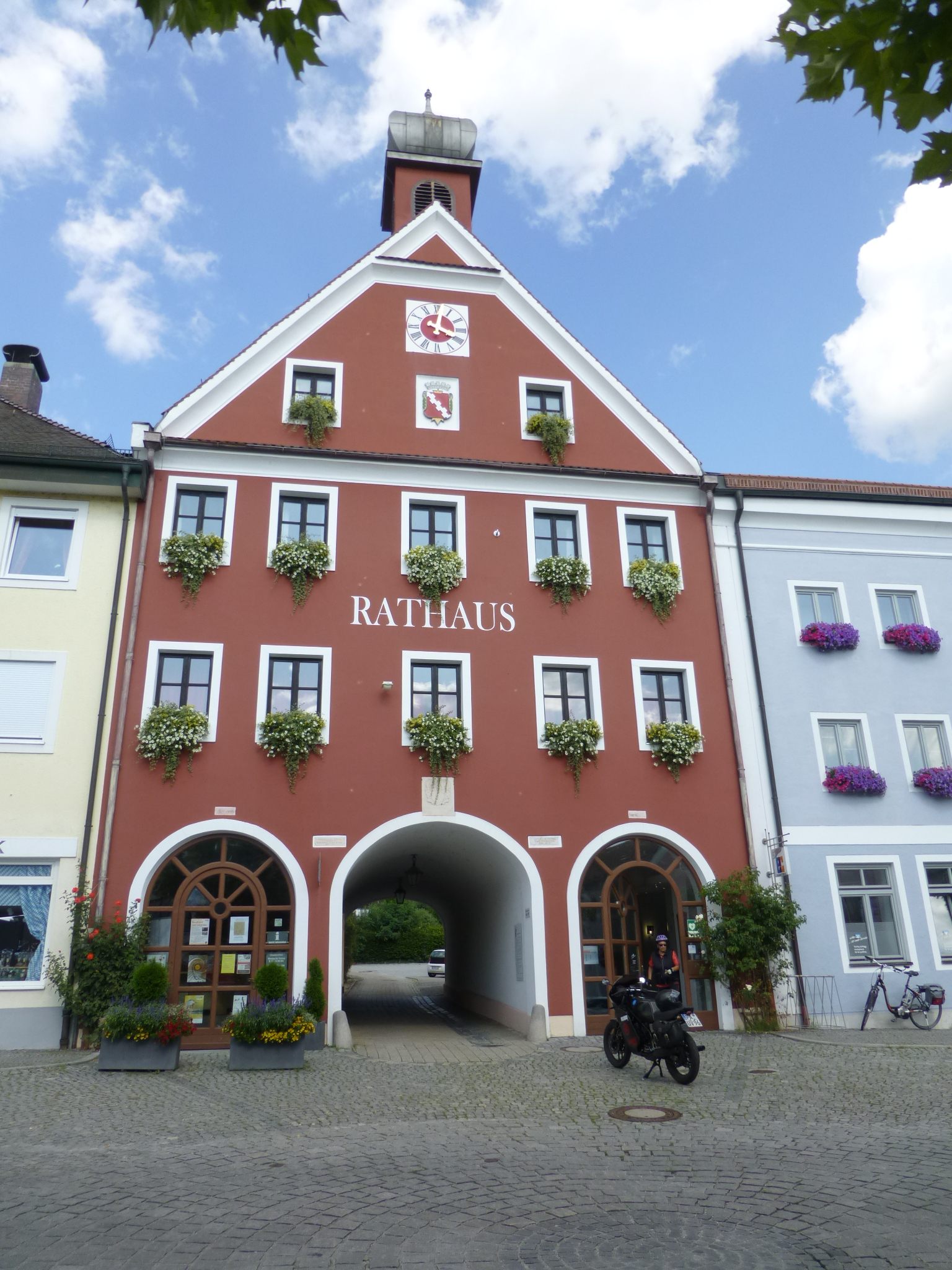
Rathaus in Ortenburg

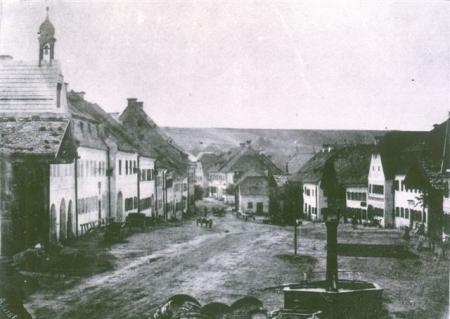
Marktplatz in Ortenburg (um 1863), links der Vorgängerbau des heutigen Rathauses

Das Rathaus in Ortenburg, einer Gemeinde im niederbayerischen Landkreis Passau, wurde im Kern 1679 erbaut und nach einem Brand in den Jahren 1909/10 aufgestockt. Das Rathaus am Marktplatz 11 ist ein geschütztes Baudenkmal.
Der dreigeschossige und giebelständige Steildachbau mit Glockentürmchen besitzt eine gewölbte Durchfahrt und seitliche Magazineinfahrten.
Im Jahr 1994 wurde das Rathaus umfassend renoviert.